# Jechi'el Bar
Jechi'el Bar, neformálně Chilik Bar (hebrejsky יחיאל בר nebo חיליק בר, narozen 4. září 1975 Safed), je izraelský politik a poslanec Knesetu za Izraelskou stranu práce.

## Biografie
Vystudoval Hebrejskou univerzitu a byl na ní aktivní v studentských organizacích. Bydlí a politicky působí v městské samosprávě v Jeruzalémě, kde má na starosti portfolio turistického ruchu a zahraničních vztahů, a zastává funkci generálního tajemníka Izraelské strany práce. Je předsedou strany v Jeruzalémském distriktu. Je rovněž předsedou mládežnické organizace ha-Šomer ha-ca'ir.
Ve volbách v roce 2013 byl zvolen do Knesetu za Izraelskou stranu práce. Mandát obhájil rovněž ve volbách v roce 2015, nyní za Sionistický tábor (aliance Strany práce a ha-Tnu'a).